# Motorsportmuseum Hockenheimring

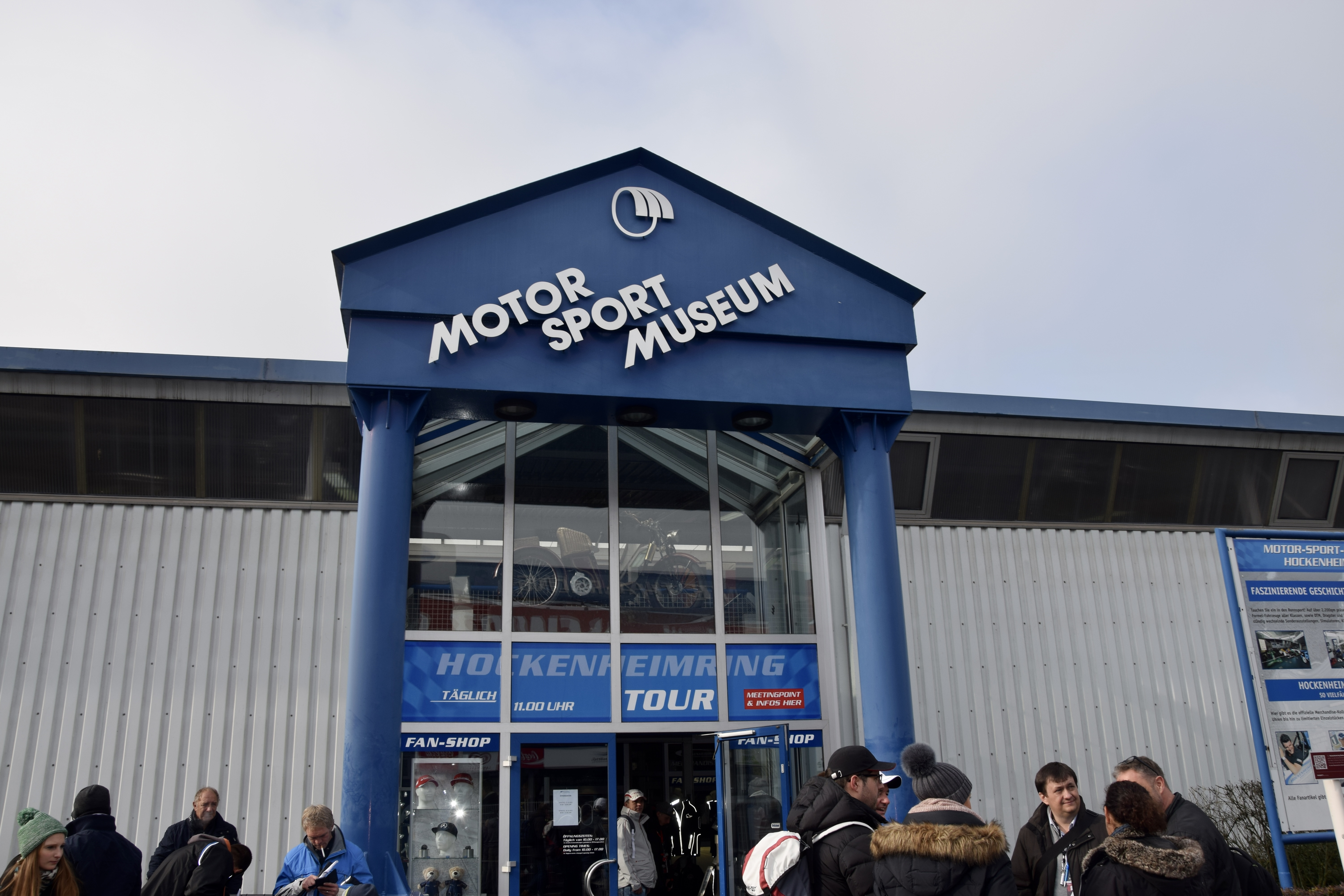
Eingangsbereich

Das Motorsportmuseum Hockenheimring wurde vom Hockenheimer Architekten Volker Grein geplant und im April 1986 eröffnet. 

## Beschreibung
Das Museum zeigte im Wesentlichen die Motorsport-Sammlung von Walter Brandstetter, der sie vorher in seinem Museum in St. Pölten in Österreich ausstellte. Diese Sammlung bestand aus historischen Motorrädern vor allem der Marken NSU und Norton. Die Ausstellung wurde im Laufe der Zeit durch Renn- und Sportwagen ergänzt; zwischenzeitlich waren es über 200 Exponate auf rund 2200 Quadratmetern Fläche. Das Museum lag auf dem Gelände des Hockenheimrings direkt an der Autobahn A 6 vor der Südtribüne des Motodroms.
Im März 2022 wurde das Motorsportmuseum geschlossen und die Leihstücke der Sammlung an die Besitzer zurückgegeben oder in anderen Museen untergebracht.